# Каменноозерна сільська рада
Каменноозе́рна сільська рада (рос. Каменноозёрный сельский совет) — сільське поселення у складі Оренбурзького району Оренбурзької області Росії.
Адміністративний центр — село Каменноозерне.

## Населення
Населення — 1774 особи (2019; 1585 в 2010, 1596 у 2002).

## Склад
До складу сільської ради входять:
| Населений пункт     | Населення, осіб (2002) | Населення, осіб (2010) |
| ------------------- | ---------------------- | ---------------------- |
| Каменноозерне, село | 1042                   | 1043                   |
| Чулошников, хутір   | 554                    | 542                    |